# Wilfredo Alvarado
Wilfredo José Alvarado Lima (ur. 4 października 1970 w Acarígui) – wenezuelski piłkarz występujący na pozycji obrońcy.

## Kariera klubowa
Alvarado karierę rozpoczynał w 1999 roku w zespole Deportivo Táchira FC. W 2000 roku zdobył z nim mistrzostwo Wenezueli. Na początku 2001 roku wrócił do Nacionalu Táchira. Spędził tam pół roku. Następnie grał w drużynach ItalChacao oraz Deportivo Anzoátegui. W 2003 roku trafił do UA Maracaibo. W 2004 roku wywalczył z nim wicemistrzostwo Wenezueli.
Po tym sukcesie Alvarado wrócił do Deportivo Táchira. Potem grał jeszcze w zespołach Portuguesa FC oraz Llaneros FC. W 2014 roku zakończył karierę.

## Kariera reprezentacyjna
W reprezentacji Wenezueli Alvarado zadebiutował w 1997 roku. W 2001 roku został powołany do kadry na turniej Copa América. Zagrał na nim w meczach z Kolumbią (0:2), Chile (0:1) i Ekwadorem (0:4), a Wenezuela odpadła z rozgrywek po fazie grupowej.
W latach 1997–2008 w drużynie narodowej Alvarado rozegrał łącznie 36 spotkań i zdobył 2 bramki.